# Liste des personnages des Chroniques des Chasseurs d'Ombre
 (janvier 2022).
- Si vous ne connaissez pas le sujet, laissez ce bandeau (vous pouvez alors contacter les auteurs).
- Si vous supprimez le contenu mis en cause (vous pouvez préalablement contacter les auteurs),

argumentez précisément cette suppression dans la page de discussion
(un manque de référence n'est pas un argument ; une recherche réelle de référence doit avoir été effectuée, être formellement documentée).

Cette liste recense les personnages des romans de la franchise de Cassandra Clare : Les Chroniques des Chasseurs d'Ombres (titre original : The Shadowhunter Chronicles).

## Les Chasseurs d'Ombres

### Shadowhunters

#### Jonathan Shadowhunter
Jonathan Shadowhunter est le premier chasseur d'ombres créé par l'ange Raziel. Ce dernier lui a également remis les instruments mortels. Son parabatai est David.

#### Abigail Shadowhunter
Abigail est la sœur aînée de Jonathan. C'est la première sœur de fer.

### Familles Blackthorn
La famille est connue pour avoir les yeux bleus-verts. Leurs prénoms sont généralement construits sur la base du grec ou personnages historiques latin, en raison de la fascination d'Andrew pour la mythologie. Le symbole de la famille Blackthorn est une couronne d'épines.

#### Julian (Jules) Blackthorn
Julian "Jules" est un des personnages de The Dark Artifice. C'est le parabatai de Emma Carstairs. Il passa toute sa vie dans l'Institut de Los Angeles. Il a été introduit dans le tome 6 de La Cité des ténèbres. Il a une demi sœur, Helen et un demi frère, Mark. Tiberius, Livia, Drusilla et Octavian sont ces frères et sœurs. Il est le fils d'Andrew Blackthorn et d'une chasseuse d'ombre nommée Eleanor. 

#### Helen Blackthorn
Helen est une chasseuse d'ombres dans les romans de La Cité des ténèbres. Elle est la fille d'Andrew Blackthorn et de sa première épouse, une Fée, tout comme son frère, Mark. Elle est la demi-sœur de Julian, Tiberius, Livia, Drusilla et Octavian. Elle est mariée avec Aline Penhallow.

#### Mark Blackthorn
Mark est un personnage de La Cité des ténèbres. Comme Helen, sa sœur aînée, il est à moitié Nephilim et à moitié fée. 

#### Andrew Blackthorn
Andrew est le dirigeant de l'Institut de Los Angeles dans La Cité des ténèbres. Il est le père d'Helen, Mark, Julian, Tiberius, Livia, Drusilla et Octavian. Il sera transformé en obscur par Sébastien Morgenstern dans le dernier livre de la série initiale, La cité de feu sacré, en introduction, et sera tué par Julian Blackthorn lors de la bataille d'Alicante car il menaçait ses autres enfants.

#### Arthur Blackthorn
Arthur est le frère d'Andrew. Après la mort de son frère, il devient le dirigeant de l'Institut de Los Angeles et prendra en charge ses enfants ainsi qu'Emma. Il meurt tué par Malcom Fade dans le livre Lord of Shadows.

#### Rupert Blackthorn
Rupert est le mari de Tatiana Blackthorn née Lightwood. Il est tué par le père de sa femme Benedict Lightwood.

#### Tiberius (Ty)  Blackthorn
Tiberius "Ty" est le frère de Julian, Livia, Drusilla et Octavian ainsi que le demi-frère d'Helen et Mark. C'est le jumeau de Livia.  

#### Livia (Livvy)  Blackthorn
Livia "Livvy" est la sœur de Julian, Tiberius, Drusilla et Octavian ainsi que la demi-sœur d'Helen et Mark. Elle est jumelle avec Tiberius. Elle meurt tuée par Annabelle Blackthorn, son ancêtre dans le livre Lord of Shadows.

#### Drusilla (Dru) Blackthorn
Drusilla "Dru" est la sœur de Julian, Tiberius, Livia et Octavian ainsi que la demi-sœur d'Helen et Mark.

#### Octavian (Tavvy) Blackthorn
Octavian "Tavvy" est le frère de Julian, Tiberius, Livia et Drusilla ainsi que le demi-frère d'Helen et Mark. C'est le plus jeune de la fratrie.

#### Eleanor Blackthorn
C'est la seconde femme d'Andrew et donc la belle-mère d'Helen et Mark. C'est la mère de Julian, Tiberius, Livia, Drusilla et Octavian.

#### Jesse Blackthorn
Jesse est un personnage de Les dernières heures. Il est le fils de Rupert et Tatiana Blackthorn. C'est un fantôme.

#### Grace Blackthorn
Grace est un personnage de Les dernières heures. Ses parents sont morts. Elle est la fille adoptive de Tatiana Blackthorn.

### Famille Branwell

#### Henry Branwell
Henry est un chasseur d'ombre de la série de romans The Mortal Instruments - Les Origines. Il est marié avec Charlotte Branwell. Ses cheveux sont roux et ses yeux sont noisettes. Il passe beaucoup de temps à travailler sur ses inventions. Il a créé avec Magnus, les portails permettant de se téléporter d'un endroit à un autre.

### Famille Fairchild
Le symbole de la famille Fairchild est une paire d'ailes féeriques. L'anneau de famille des Fairchild est en argent avec des ailes féeriques gravées sur tout le tour de la bague.

#### Charlotte Branwell, née Fairchild
Charlotte est un personnage de The Mortal Instruments - Les Origines. Elle est mariée avec Henry Branwell, et dirige l'Institut des Chasseurs d'Ombres de Londres après la mort de son père. Elle devient par la suite consul, elle est la première femme à être consul.

#### Callida Fairchild
Callida Fairchid est la tante de Charlotte.

#### Granville Fairchild
Granville Fairchild est le père de Charlotte.

#### Charles Farchild
Charles est le fils de Henry Branwell et Charlotte Fairchild.

#### Matthew Fairchild
Matthew "Math" est un personnage de Les dernières heures. C'est le parabatai de James Herondale.

#### Jocelyne Morgenstern, née Fairchild
Jocelyne Morgenstern est un personnage de La Cité des ténèbres. Elle est la mère de Clary et de Jonathan Christopher Morgenstern. Elle était la femme de Valentin Morgenstern et un des membres du Cercle. Elle se remarie avec Lucian Graymark, renommé Luke Garroway dans le monde des humains à la fin du tome 6 de la série originale.

#### Clarissa "Clary" Fairchild (Fray)
Clary est l'héroïne de la série de romans La Cité des ténèbres.  Elle est petite et ses cheveux sont roux. Elle ressemble à Jocelyne, sa mère. Elle est en couple avec Jace Herondale, avec qui elle est fiancée à la fin de Dark Artifices. Elle est très amie avec Emma Carstairs. Son parabatai est Simon Lewis.

### Famille Carstairs
La bague de la famille Carstairs est une bague en argent avec une gravure minutieuse des créneaux d'une tour du château.

#### Emma Carstairs
Emma est une Nephilim introduit dans La Cité des ténèbres. C'est une Chasseuse d'Ombres qui vit à l'Institut de Los Angeles. Elle a perdu ses deux parents dans La cité du feu sacré. Son parabatai est Julian Blackthorn.

#### James Carstairs
James "Jem" est un chasseur d'ombre, parabatai de Will Herondale, de la série de romans The Mortal Instruments - Les Origines. Il est voué à une mort certaine à cause d'un incident arrivé dans lorsqu'il vivait à Shanghai, depuis il survit grâce au Yin Fen, une drogue qui le tue à petit feu et qui a rendu ses cheveux et ses yeux argentés. Dans La Cité des ténèbres est devenu Frère Zachariah, un Frère Silencieux. Il redevient humain à cause du feu sacré qui court dans les veines de Jace Herondale dans La cité du feu sacré. Il se marie ensuite avec Tessa Gray, et part à la recherche de Christopher Herondale, le Herondale perdu.

#### Cordelia Herondale, née Carstairs
Cordelia "Daisy" est l'héroïne de Les dernières heures. C'est la fille d'Elias et Sona Carstairs et la petit sœur d'Alastair. Elle se marie avec James Herondale. Elle est devenue le parabatai de de Lucie Herondale après La chaîne d'épines. 

#### Alastair Carstairs
Alastair est un personnage de Les dernières heures. C'est le fis d'Elias et Sona Carstairs et le frère de Cordelia.

### Famille Herondale
Le symbole de la famille est un oiseau appelé le héron. Leur anneau de famille est orné d'oiseau en plein envol. Les hommes de la famille sont connus pour être né avec des marques en forme d'étoile sur leurs épaules.

#### Edmund Herondale
Edmund est le père de Will, Ella et Cecily. Il a quitté l'Enclave après  être tombé amoureux de Linette Owens avec qui il s'est marié. Il apparaît dans la nouvelle Coup de foudre à l'anglaise du recueil les Chronique de Bane. C'est un homme charmant. Il est blond.

#### Cecily Herondale
Cecily est la plus jeune des trois enfants d'Edmund et Linette Herondale et la petite sœur de Will et Ella. Elle a le même physique que son frère Will. Elle rejoint son frère a l'institut de Londres pour le convaincre de rentrer vivre chez eux. Mais finalement, elle choisit la vie de chasseur d'ombre et épouse Gabriel Lightwood. Ils ont eu trois enfants ensemble : Ana, Christopher et Alexander Lightwood.

#### Ella Herondale
Ella est la fille ainée de Linette et Edmund Herondale et la sœur de Cecily et de Will. Elle est morte à 14 ans, à cause d'une piqûre du démon Marbas. 
Bane

#### William Herondale
Will est un chasseur d'ombre qui vit à l'institut de Londres de la série The Mortal Instruments - Les Origines. Il décrit comme un bel homme, brun et aux yeux bleus.
Il a grandi au Pays de Galles avec ses parents, Linette et Edmund Herondale, et ses sœurs, Ella et Cecily. À la suite de la mort de sa sœur Ella, il fugue à Londres et devient un chasseur d'ombre. Il pense être maudit par le démon Marbas.
"Tous ceux qui t'aiment périront. De leur amour viendra leur destruction. Cela prendra peut-être des années, mais tous ceux qui porteront un regard aimant sur toi mourront." - Marbas à Will - Le Prince Métallique The Mortal Instruments - Les Origines

Will se fait déteste par tous. Son seul "pêché" est son parabatai Jem, car il est destiné à une mort certaine.
"Jem est mon grand pêché" Will - Le Prince Mécanique  The Mortal Instruments - Les Origines

#### Lucie Herondale
Lucie est un personnage de Les dernières heures. C'est la petite sœur de James et la fille de Will Herondale et Tessa Gray. Lucie est devenue le parabatai de Cordelia Carstairs après La chaîne d'épines.

#### James Herondale
James est un personnage de Les dernières heures. C'est le fils de Tessa et de Will Herondale, le frère aîné de Lucie Herondale et le parabatai de Matthew Fairchild. Il se marie avec Cordelia Carstairs. 

#### Stephen Herondale
C'est le père biologique de Jace. Il est un membre du Cercle. Il fut marié à Amatis Graymark. Après la disparition de Lucian Graymark, Valentin décida de le prendre comme son nouveau bras droit en l'ordonnant de quitter Amatis et de se marier avec Céline Montclaire. Mais lorsque Stephen fut désillusionné de Valentin, ce dernier s'arrange pour le faire tuer dans un raid contre des vampires.

#### Céline Herondale
C'est la mère biologique de Jace et la deuxième femme de Stephen Herondale. Elle s'est suicidée en apprenant la mort de son mari, et son fils a été retiré de son corps encore chaud, car Valentin avait donné de l'ichor d'Ithuriel à Céline pour que son bébé soit plus fort, et il ne voulait pas que ses efforts soient réduits à néant.

#### Jonathan Christopher "Jace" Herondale
Jace est un chasseur d'ombre de la série de romans La Cité des ténèbres. Il est le fils de Stephen et Céline Herondale. À la mort de ses parents, Valentin, qui a pris l'identité de Michael Wayland, lui fait croit qu'il est son père et qu'il est Jace Wayland. À l'âge de 10 ans, Valentin simule sa mort et les Lightwood, Maryse et Robert l’accueillent à l’institut de New York. Pour lui ce sont les Lightwood ses parents, et Alec, Isabelle et Max sont ses frères et sœurs. Son parabatai est son frère adoptif, Alec.

#### Christopher "Kit" Herondale
Christopher est le descendant de Tobias Herondale, un Chasseur d'Ombre ayant fui l'Enclave, et s'étant caché au milieu des humains. Le père de Kit se faisait appeler John Rook, et vendait des informations dans le Marché obscur de Los Angeles. John Rook est mort tué par des démons après la mort de Malcom Fade. Kit ne veut pas devenir un Chasseur d'Ombre, mais change d'avis en faisant connaissance avec les jumeaux Ty et Livvy Blackthorn, qui deviennent de très bons amis.

### Famille Lightwood
Le symbole des Lightwoods est une torche enflammée. Les membres de la famille ont généralement les cheveux bruns et les yeux verts.
"Les Lightwoods... sont des monstres aux yeux verts"  - Magnus Bane dans la scène bonus "Embrassé"

#### Alexander Gideon "Alec" Lightwood
Alec est un chasseur d'ombre qui vit à l'institut de New York. Il est introduit dans la série de romans La Cité des ténèbres. Il apparaît aussi dans les Chronique de Bane notamment dans les nouvelles Le Grand Amour de Magnus et À la poursuite de l'Amour. Alec est grand, ses cheveux sont bruns. Il est le seul Lightwood à avoir hérité des yeux bleus de sa mère. Il est le fils ainé de Robert et Maryse Lightwood et il a une sœur Isabelle ainsi qu'un petit frère Max. C'est un très bon archer. Son parabatai est Jonathan Christopher "Jace" Herondale. Il est en couple avec Magnus Bane, et ils ont adopté deux enfants, Max, un sorcier, et Raphaël, un Chasseur d'Ombre ayant perdu ses parents.

#### Isabelle Sophia "Izzy" Lightwood
Isabelle est un personnage de La Cité des ténèbres. Elle est la sœur d'Alec et Max et la fille de Robert et Maryse. Isabelle est grande, brune avec les yeux marron. C'est une belle jeune fille. Isa utilise souvent un fouet comme arme. Elle est en couple avec Simon Lewis.

#### Maryse Lightwood née Trueblood
Maryse est une Chasseuse d'Ombres de La Cité des ténèbres , ancienne membre du Cercle et l'actuelle dirigeante de l'Institut de New-York. Avec son mari Robert Lightwood, Maryse a eu trois enfants : Alec, Isabelle et Max, ainsi qu'un fils adoptif : Jace.

#### Robert Lightwood
Robert est un Nephilim de la série de romans La Cité des ténèbres. Il est le mari de Maryse Lightwood et le père d'Alec, d'Isabelle et de Max ainsi que le père adoptif de Jace. Comme sa femme Maryse, il est un ancien membre du Cercle et dirige désormais l'Institut de New York avec elle. Robert était le parabatai de Michael Wayland. Il meurt tué par Annabelle Blackthorn dans Lord of Shadows.

#### Maxwell "Max" Joseph Lightwood
Max est le fils et le plus jeune des enfants de Maryse et Robert Lightwood. C'est un personnage de La Cité des ténèbres. Il est tué par Jonathan Morgenstern, à Idris.

#### Gabriel Lightwood
Gabriel est un Chasseur d'Ombres de Londres, fils de Benedict et Barbara Lightwood. C'est un personnage de The Mortal Instruments Les Origines. Il a le même physique que sa mère, il est grand et fin, ses cheveux sont bruns et ces yeux vert. C'est un très bon archer.
Il semble plus proche de son père que Gideon. À la suite des révélations de Benedict, il choisit de rester avec lui alors que son frère part s'installer à l'institut de Londres. À cause de la variole démoniaque, Benedict s'est transformé en un ver démoniaque géant. Gabriel prévient son frère et l'institut. À la suite d'une bataille, il achève son père avec une flèche. Gabriel est contraint de vivre dans l'Institut.
Gabriel déteste Will Herondale car ce dernier s'est beaucoup moqué de sa sœur Tatiana qui était amoureuse de lui. Mais va se marier avec sa petite sœur Cecily. Ensemble ils ont trois enfants : Ana, Christopher et Alexander.
Il est l’ancêtre de Robert Lightwood, ainsi que de ses enfants Alec, Isabelle et Max.

#### Gideon Lightwood
Gideon est un Nephilim de The Mortal Instruments Les Origines. Il est le grand frère de Gabriel et Tatiana et le fils de Benedict et Barbara Lightwood. Gideon est plus robuste que son frère et moins grand, il ressemble à son père. Ces yeux sont verts.
Il vit à l’institut de Madrid quand son père lui demande de rentrer à Londres. À son retour, il devient avec son frère l’instructeur de Tessa et de Sophie pour surveiller l'institut pour son père. Après les aveux de Benedict, il s'est levé contre son père et il choisit de rester vivre à l'institut de Londres pour s'éloigner de son père. 
Puis il épouse Sophie avec qui il a trois enfants : Barbara, Eugenia et Thomas. 

#### Benedict Lightwood
Benedict est un Chasseur d'Ombres de Londres dans la série de romans The Mortal Instruments Les Origines. Il est le père de Gideon, Gabriel et Tatiana, il était marié avec Barbara Lightwood. Il est membre du club Pandemonium. Mortmain lui procure des médicaments contre les effets de la vérole démoniaque. Ce dernier veut que Benedict devienne le directeur de l’institut et lui promet un remède. Lorsque Charlotte le contraint à la soutenir devant le Conseil et de retirer sa candidature pour être le directeur de Londres, le Magister ne donne plus les médicaments et Benedict se transforme en démon, un ver géant. Gabriel prévient son frère et l'institut. Ils accompagnent chez les Lightwood mais Benedict a déjà tué son gendre Rupert Blackthorn. À la suite d'une bataille, son fils Gabriel l'achève d'une flèche.

#### Tatiana Blackthorn née Lightwood
Tatiana est la femme de Rupert Blackthorn, la fille de Benedict et Barbara Lightwood. Elle est la sœur de Gabriel et de Gideon.

#### Barbara Lightwood née Pangborn
C'est la femme de Benedict donc la mère de Gabriel, Gideon et Tatiana.

#### Ana Lightwood
Ana est un personnage de Les dernières heures. C'est l'enfant de Gabriel et Cecily Lightwood et la sœur aînée de Christopher et Alexander.

#### Christopher Lightwood
Christopher "Kit" est un personnage de Les dernières heures. Il est le fils de Gabriel et Cecily Lightwood et le petit frère de Ana. Il aime les sciences.

#### Barbara Lightwood
Barbara est la fille aînée de Gideon et Sophie Lightwood et la sœur d'Eugenia et Thomas. Elle est morte dans La Chaîne d'or.

#### Eugenia Lightwood
Eugenia est la fille de Gideon et Sophie Lightwood et la sœur de Barbara et Thomas.

#### Thomas Lightwood
Thomas est un personnage de Les dernières heures. Il est le fils de Gideon et Sophie Lightwood et le petit frère de Barbara et Eugenia. Il a étudié en Espagne. Son arme préférée est le bolas.

### Famille Morgenstern

#### Jonathan Christopher Morgenstern
Jonathan (Sébastien) est un personnage de La Cité des ténèbres. Il est le fils de Valentin et de Jocelyne et le frère de Clary. Valentin lui injecté du sang de démon alors qu'il était dans le ventre de sa mère. Physiquement, il ressemble à Valentin jeune. Il a des yeux noirs, qui aurait été vert si Valentin n'avait pas expérimenté sur lui. Il meurt tué par Clary dans le monde démoniaque d'Édom.

#### Valentin Morgenstern
Valentin est un chasseur d'ombre de La Cité des ténèbres. Le plus redouté des chasseurs d'ombre, il est le père de Clary et Jonathan Christopher. Étant étudiant à l'Académie des Chasseurs d'ombre, il est le fondateur et chef du Cercle, un groupe de révolutionnaires ayant pour mission de changer les lois de l'Enclave. Il est le principal instigateur de l'Insurrection qui se solda par un échec. Il se cache de l'Enclave en élevant Jace Herondale et Jonathan Morgenstern en secret. Après 15 ans, il fait son retour en volant les instruments mortels grâce à l'aide de ses anciens partisans du Cercle et des démons. Il meurt tué par l'ange Raziel sur les bords du lac Lyn.

### Famille Penhallow
Le Symbole de la famille Penhallow est une montagne.

#### Aline Penhallow
Aline est l'unique enfant de Jia et de Patrick. Elle vit à Idris et est la cousine du vrai Sébastien Verlac. Elle est mariée à Helen Blackthorn. C'est un personnage de La Cité des ténèbres.

#### Jia Penhallow
Jia est le Consul d'Idris dans La Cité des ténèbres. Elle est la mère d'Aline et l'épouse de Patrick Penhallow.

#### Patrick Penhallow
Patrick est un Nephilim qui vit à Idris dans la série de romans de La Cité des ténèbres. Il est le père d'Aline et le mari de Jia. Il fut autrefois un membre du Cercle mais le quitta lorsque les idéaux de Valentin se radicalisent.

#### George Penhallow
George Penhallow est le neveu du consul Wayland.

### Famille Starkweather

#### Hodge Starkweather
Hodge est un ancien membre du Cercle, il est banni à l'Institut de New York par l'enclave. Il est tué par Sébastien dans le tome : la Cité de verre (3).

#### Aloysius Starkweather
Aloysius est le Chasseur d'Ombre qui dirigeait l'Institut de York. Il est l'arrière-grand-père de Tessa Gray

#### Adèle Lucinda Starkweather
Adèle est la petite fille d'Aloysius Starkweather. Elle est une terrestre qui a été échangée alors qu'elle a été un bébé avec l'enfant Nephilim, Elisabth Gray, la mère de Tessa. C'est pour cela qu'elle est morte lors de sa cérémonie des runes.

#### Elizabeth Gray née Moore
Elizabeth Gray est la femme de Richard Gray, la mère de Tessa et la mère adoptive de Nate. Elle a été enlevée puis échangée à la naissance avec Adèle Starkweather et ne sait donc pas qu'elle est une Chasseuse d'Ombres.

### Famille Wayland
Leur sceau est en forme de fer à cheval, et leur bague de famille a un motif de fer à cheval ou des clous. Avant les sœurs de fer, les Wayland ont été les forgerons des chasseurs d'ombre.

#### Michael Wayland
Micahel est un ancien membre du Cercle, et ancien parabatai de Robert Lightwood.

#### Josiah Wayland
Josiah est le consul dans The Mortal Instruments Les Origines.

### Famille Rosales

#### Cristina Mendoza Rosales
Cristina est un personnage de The Mortal Instruments Renaissance. Elle vient de l’institut de Mexico. Elle est une bonne amie d'Emma Carstairs. Elle a des sentiments pour Mark Blackthorn et pour Kieran.

#### Diego Rocio Rosales
Diego est un personnage de The Mortal Instruments Renaissance. Il est le frère de Jaime.

#### Jaime Rocio Rosales
Jaime est un personnage de The Mortal Instruments Renaissance. Il a été le meilleur ami de Cristina avant elle a quitté l'institut de Mexico.

### Les Frères Silencieux

#### Frère Enoch
Frère Enoch est l'un des Frères Silencieux et le plus appelé par l'Institut de Londres dans les années 1870, les aidant à plusieurs reprises.
Avec Frère Zachariah ils sont les Frères Silencieux qui ont été envoyés à l'Institut de New York après la demande de Maryse Lightwood. Lorsqu'ils arrivent, ils découvrent le paquet que Sébastien Morgenstern a laissé : Une paire d'aile d'Ange arraché, avec le message "Erchomai" qui signifie "J'arrive".

#### Frère Zachariah
Frère Zachariah est le nom qu'a reçu Jem Carstairs quand il est devenu un Frère Silencieux. C'est le Frère Silencieux le plus fréquemment appelé par l'Institut de Londres dans les années 1900 et par l'Institut de New York en 2007, après la mort de Frère Jeremiah.

#### Frère Jeremiah
Frère Jeremiah est appelé par Hodge Starkweather pour essayer de débloquer les souvenirs de Clary Fray. Ils découvrent que le Sorcier Magnus Bane a installé un puissant verrou, que lui seul peut débloquer.
Lorsque Valentin vole l'épée mortelle, Frère Jeremiah meurt en la protégeant.

#### Frère Miach
Frère Miach accompagne les chasseurs d"ombres de l'institut de Londres à Cadair Idris. Il est tué par un automate.

### les Sœurs de fer

#### Sœur Magdalena
Sœur Magdalena s'est jointe au Cercle et les a fourni en armes pendant l'Insurrection. C'est qui fabrique la Coupe Infernale pour Sébastien. Elle est tuée par Jace.

#### Sœur Cleophas
Sœur Cleophas est la sœur de Luke et Amatis Graymark.

#### Sœur Dolores
Sœur Dolores est devenue une sœur de fer à la mort de ses enfants et de son mari.
En 2007, Isabelle Lightwood et Jocelyne Fray pénètrent dans la Citadelle Imprenable pour demander aux Sœurs de forger une arme, capable de rompre le lien démoniaque unissant Jace Lightwood et Sébastien Morgenstern. Sœur Dolores déclare qu' aucune arme sur Terre ne pourrait les séparer. Cependant, elle dit aussi qu'une arme céleste ou démoniaque pourrait rompre le lien mais que la loi leur interdit de révéler l'emplacement.

### Simon Lewis
Simon est le meilleur ami de Clary Fray. Il se fait transformer en vampire par Raphaël, il devient diurne en buvant le sang de Jace sur le bateau de Valentin. Il se sacrifie pour que tous ses amis puissent rentrer sain et sauf du royaume d'Édom, et redevient ainsi humain, mais est privé de tous ses souvenirs des chasseurs d'ombre et de Clary. Il prépare son ascension et devient un chasseur d'ombre entre le tome 6 de La Cité des ténèbres et le tome un de The Mortal Instruments Renaissance. C'est le parabatai de Clary.

## Les Anges

### Ithuriel
Ithuriel était le prisonnier de Valentin. Ce dernier a utilisé son sang sur sa famille. C'est lui qui communique à Clary les « nouvelles runes » dans La Cité des ténèbres.
Il est aussi l’ange qui protège Tessa des dangers qu’elle peut rencontrer sur sa route dans The Mortal instruments-les Origines.

### Raziel
Raziel est le créateur des Chasseurs d'Ombre.

## Les démons

### Abbadon
Abbadon a tué et a possédé Madame Dorothéa dans son propre appartement. Lorsque Clary, Jace, Alec et Isabelle viennent récupérer la Coupe Mortel, le démon affronte le groupe, voulant la coupe pour lui-même donner à Valentin, et Alec est gravement blessé. Simon a utilisé l'arc et la flèche d'Alec pour briser le puits de lumière, permettant à la lumière du soleil de brûler Abbadon, probablement l'envoyant au néant.

### Lilith
Lilith est surnommée la mère des démons. Valentin a utilisé son sang sur son fils Jonathan. C'est un démon supérieur. Simon Lewis s'est servi de la marque du Vagabond pour l'envoyer dans le néant.

### Asmodée
Asmodée est un démon supérieur et est le père de Magnus Bane.

### Armaros
Armaros était piégé dans un Pyxis à l'institut de Londres, avant d'être volé par Nate Gray pour Mortmain. Armaros fut alors libéré par ce dernier et lié à un automate.

### Marbas
Marbas est un petit démon avec des traits reptiliens, des écailles bleues, des yeux écarlates, un museau plat comme un serpent, et une longue queue jaunâtre et barbelée avec un aiguillon à la fin.
Durant vingt ans, il est prisonnier dans une Pyxide chez Edmund Herondale. À l'âge de 12 ans, le fils d'Edmund, Will l'a laissé échappé. Le démon le maudit. Le lendemain, Ella sa sœur est morte.
Cinq plus tard, Marbas et Will se retrouvent tous les deux chez Benedicte Litgthwood lors d'un bal. Grâce à une des dents du démon Magnus réussit à l'invoquer. Marbas avoue avoir menti au chasseur d'ombre. Il n'est pas maudit. Ella est morte du poison de son aiguillon.

### Mrs Dark
Mrs Dark est un démon Eidolon, un métamorphe. Dans Les Origines, elle fait partie du club pandemonium et avec sa sœur Mrs Black. Elles torturent Tessa pour lui apprendre à utiliser ses pouvoirs.

## Les Terrestres

### Sophie Collins
Sophie travaille à l'institut de Londres dans la série de livres The Mortal Instruments Les Origines. Elle épouse Gideon Ligthwood et devient une chasseuse d'ombre. Avec son mari, elle a eu trois enfants : Barbara, Eugénia et Thomas Lightwood.

### Linette Owens
Linette vit au Pays de Galles, épouse de Edmund Herondale et mère de Will, Ella et Cecily. Elle est un personnage de la nouvelle Coup de foudre à l'anglaise du recueil les Chronique de Bane.

### Dorothéa
Dorothéa était la voisine de Jocelyn et Clary. Elle s'est fait tuer par le démon supérieur Abbadon qui après sa mort a pris possession de son corps. Sa mère adoptive était une sorcière même une sentinelle, qui possédait un portail.

### Axel Mortmain
Mortmain est le fils de adoptif de deux sorciers : John et Anne Shade. Dans The Mortal Instruments Les Origines, il est également connu sous le Magister, chef du Club Pandemonium. Son père le surnomme le "prince mécanique".

### Richard Gray
Richard est le mari d'Elisabeth Gray. Il est le père adoptif de Tessa et Nate. Lorsqu'il vit à Londres, il travaille pour Mortmain. Ce dernier l'invite lui et sa femme qui alors enceinte de Tessa au Club Pandemonium. Finalement, Richard et Elizabeth ont décidé de quitter secrètement Londres pour l'Amérique.

### Nate Gray
Nate Gray a été adopté par les Richard et Elisabeth Gray. Il est en réalité le fils de la tante de Tessa. Il part à Londres afin de rejoindre le Magistère, il renie Tessa en apprenant que c'est une sorcière. Il se mariera avec Jassemine Lovelace. Il meurt dans les bras de Tessa. 

### Harriet Moore
Harriet est la tante de Tessa et la mère biologique de Nate. Le père de Nate est mort avant sa naissance alors sa sœur Elisabeth et son mari l'ont adopté. Mais à la mort de ces derniers, elle a élevé les deux enfants.

### Eric Hillchurch
Eric est un ami de Simon, batteur de leur groupe dans la série de romans La Cité des ténèbres.

### Kirk Duplesse
Kirk est ami de Simon et un membre de son groupe.

### Matt Charlton
Matt est ami de Simon et un membre de son groupe.

### Hélène Lewis
C'est la mère de Simon.

### Rebecca Lewis
C'est la fille d'Hélène Lewis et la sœur de Simon Lewis elle est au courant pour le monde obscur.

## Les Créatures Obscures

### Les sorciers

#### Magnus Bane
Magnus apparaît dans plusieurs romans de la franchise Les Chroniques des Chasseurs d'Ombres. Il fait l'objet de dix nouvelles : les Chronique de Bane.
Il a des yeux fendus comme ceux des chats.
- Dans les Origines

Il est l'amant de la vampire Camille Belcourt. C'est pourquoi il accompagne Will et Tessa qui prit l'apparence de Camille à la soirée chez De Quincey. Après cette soirée, il n'a plus de nouvelle de cette dernière mais continue à vivre chez elle dans sa maison de Londres.
En échange d'un service, il aide Will à retrouver le démon qui lui a jeté une malédiction. Mais un soir, Camille rentre et le trouve chez elle avec le chasseur d'ombre. Elle lui confirme qu'elle a un autre amant mais ne semble pas avoir de remords. Alors, pour se venger il embrasse Will et part.
Plus tard, il retrouve Will chez Woosley Scoot avec qui le sorcier a temporairement emménagé. Magnus a procédé à la convocation du démon, Marbas. Enfin un succès, Will a confronté le démon, seulement le démon révèle que la malédiction n’en était pas une.
- Dans La Cité des ténèbres, il est le "grand sorcier de Brooklyn".

Sur demande de Jocelyne, il a effacé les souvenirs de Clary du monde obscure et des chasseurs d'ombres. Lorsque Clary et ses amis se présentent à sa fête, il lui avoue mais lui annonce qu'il ne peut pas l'aider à retrouver ses souvenirs. Durant la soirée, Magnus fait des avances à Alec.
Quand Alec est blessé, le sorcier se rend à l'institut, sur demande de Hodge, pour le soigner. Plus tard, le chasseur d'ombres se rend chez Magnus pour le remercier et l'inviter. Et ils échangent leur premier baiser. Magnus et Alec se voient secrètement.
Lorsque Valentin tue les frères silencieux, Jace est dans la prison de la Cité Silencieuse. Ce dernier est soupçonné d'aider son père, ils conviennent de laisser Jace rester dans l'appartement de Magnus Bane, dans la condition qu'un sort le retienne. Afin de questionner la reine des fées, Jace et ses amis se rendent au royaume des fées. Alec remplace son parabatai dans l'appartement de Magnus afin que l'enclave ne remarque pas son départ.
Magnus aide Clary, Jace et Luke à se rendre sur le bateau de Valentin pour retrouver Maya et Simon. Durant la bataille, il sauve Alec de la noyade. Le sorcier étant épuisé, Alec lui offre sa force afin qu'il continue à aider les chasseurs d'ombres avec ces pouvoirs.
Il est en couple avec Alec et ils ont adopté deux enfants, Max, un sorcier nommé d'après le petit frère d'Alec tué par Sébastien, et Raphaël, nommé d'après un vampire, Raphaël Santiago, qui a été sauvé par Magnus, avant d'être tué par Sébastien dans le monde démoniaque d'Édom car il refusait de tuer Magnus.

#### Ragnor Fell
Ragnor est un très vieil ami de Magnus Bane et de Catarina Loss. Sa peau est verdâtre et ses cheveux sont blancs comme la neige. Il a deux petites cornes sur son front.
Dans les Origines, il est le Grand Sorcier de Londres et est engagé par Charlotte pour se renseigner sur la famille de Will.
Dans La Cité des ténèbres, il vit dans une petite maison en pierre dans Idris, juste à l'extérieur d'Alicante. Il a fait une potion à Jocelyne pour se protéger de Valentin et se mettre dans état de sommeil profond. Il conseille à Jocelyne de cacher le Livre Blanc. Lorsque Jocelyne utilise la potion, il est tué par des démons envoyés par Valentin pour retrouver le livre Blanc.

#### Tessa Gray
Tessa est l'héroïne de The Mortal Instruments Les Origines. Elle apparait dans la série de romans La Cité des ténèbres. Tessa est une métamorphe. Elle est mi-chasseuse d'ombres, mi-démon. À 16 ans, elle voyage de New York à Londres pour rejoindre son frère Nate, après la mort de sa tante. Elle se marie à Will Herondale et a deux enfants.
Dans La Cité des ténèbres, il est mentionné que Tessa est une sorcière du labyrinthe en spirale. Elle se marie avec Jem Carstairs redevenu humain.

#### Catarina Loss
Catarina est une guérisseuse. Elle a la peau bleue. Elle est amie avec Magnus Bane et Ragnor Fell. 

#### John Shade
John est marié à Anne Shade. Il est le père adoptif de Axel Mortmain. Il a été tué par l'enclave avant The Mortal Instruments Les Origines.

#### Anne Shade
Anne est la mère adoptive de Axel Mortmain et la femme du sorcier John Shade.

#### Mrs Black
Mrs Black et sa sœur, Mrs Dark, travaillent pour le Magistère. Elles ont enlevé Tessa pour lui. Mrs Black a des griffes.

### Les Vampires

#### Camille Belcourt
Camille est une vampire baronne, et amante de Magnus Bane dans The Mortal Instruments Les Origines. Elle est sûrement d'origine française, d'après son nom et son léger accent. Elle est la créatrice (transformatrice) de Simon Lewis.Elle apparait aussi dans les Chronique de Bane et La Cité des ténèbres où elle est tuée par Maureen Brown.

#### Maureen Brown
Maureen est l'amie de la jeune cousine d'Eric Hillchurch, amoureuse de Simon. Lorsqu'elle tue Camille Belcourt, elle devient la chef de clan de New York dans La Cité des ténèbres.

#### Alexei De Quincey
De Quincey est le chef du clan de Londres dans The Mortal Instruments Les Origines. Il est membre du Club Pandemonium.

#### Raphael Santiago
Raphael est le chef de clan local vampire de New York, et le protecteur de Simon Lewis.Il est tué par Jonathan Morgenstern

### Les loups-garous

#### Luke Garroway / Lucian Graymark
Luke était un chasseur d'ombre, ancien membre du cercle et parabatai de Valentin. Il est le chef de meute de New York dans La Cité des ténèbres.

#### Maia Roberts
Maia est un loup-Garou de la meute de Luke dans La Cité des ténèbres. Elle a été transformée par son copain : Jordan Kyle. Elle est la représentante des loups-garous auprès de l'Enclave.

#### Jordan Kyle
Jordan est un membre des Praetor Lupus dans les romans La Cité des ténèbres et a pour mission de protéger le vampire diurne, Simon Lewis. Il est tué par Sébastien Morgenstern.

#### Ralf Scott
Ralf assiste au une réunion de l’Enclave avec les autres Créatures Obscures. Il est le chef de meute de Londres et le frère de Woolsey. Il apparait dans la nouvelle Coup de foudre à l'anglaise du recueil les Chronique de Bane. Il a eu une relation amoureuse avec Camille. 

#### Woolsey Scott
Woolsey devient le chef de meute de Londres à la mort de son frère Ralf. C'est un personnage de the Mortal Instruments Les Origines.